# Route 56 (Islande)
Pour les articles homonymes, voir Route 56.
La Route 56 (Þjóðvegur 56) ou Vatnaleið est une route islandaise qui relie la côte nord et la côte sud de la péninsule de Snæfellsnes.

## Trajet
- Route 54 - au nord de la péninsule
- Route 54 - au sud de la péninsule